# 機動劇団はろ一座
『機動劇団はろ一座』（きどうげきだんはろいちざ）は、雑誌『ガンダムエース』（角川書店）に連載された株式会社ボトルキューブの漫画作品。当初は「台本 ウシゴメコウタ、絵師 ツノカワシンイチ」となっていたが、その後「作・絵 ツノカワシンイチ」という表記になった。
2.5頭身にデフォルメされたアニメ『機動戦士ガンダム』の登場人物で構成された劇団によるパロディ漫画である。なお、座長のハロは役者ではないらしく裏方を務めている。
なお、本項では本作を題材にしたゲーム作品についても併せて記述する。

## 機動劇団はろ一座
ガンダムエース2004年6月号から連載開始。やがてゲームセンターのプライズマシン用景品として本作品のキーホルダーが登場したことで、次の目標を本作品のゲーム化に定め、作品中で団員達が座長に幾度か企画を提出するも全て却下。結局座長自らバンダイを連れてきた。そして2005年に『機動劇団はろ一座 ハロのぷよぷよ』、『同 ガンダム麻雀DS』が発売された。2005年10月号で座長の命令で麻雀のルールを覚える為に休載し、『ガンダム麻雀DS』が発売された2006年1月号で連載再開するも、同年3月号で終了した。
『ガンダム麻雀DS+Ζ』が発表されたことで、2007年8月号から同年10月号まで『帰ってきた機動劇団はろ一座』の名称で再開されたが、目次には表記されておらず、ガンダムゲームインフォメーション（ガンダム関連ゲームの紹介コーナー）の一部という扱いになっていた。単行本化はされていないが、『ハロのぷよぷよ』のチラシに同作品の企画の回が収録されていた。

## 機動劇団はろ一座 ハロのぷよぷよ
『機動劇団はろ一座 ハロのぷよぷよ』は、2005年7月21日にバンダイから発売されたゲームボーイアドバンス用パズルゲーム。まず原作漫画で企画が紹介されたが、読者の中には、ただの漫画のネタだと思っていて、実際にゲーム雑誌に紹介されてから驚いた者もいるという。
『ぷよぷよ』の版権を持つセガの許諾を得て登場人物を機動劇団はろ一座の登場人物に置き換えたゲームである。5色のぷよぷよはハロに、おじゃまぷよはサイコハロに置き換えられている。なお、ぷよぷよの色は赤・緑・青・黄・紫だが、ハロの色は赤というより橙になっている。
ボイス200種類以上、漫才デモ100種類以上というのが本作品のウリである。オリジナルのぷよぷよシリーズの連鎖ボイスは決められた台詞を決められた順番で再生されるが、本作品ではゲームを進めることで連鎖ボイスを集め、それを1連鎖から7連鎖まで好きな順番で再生することが出来る（ボイスカスタム）。連鎖ボイスは原作アニメの名台詞やそれのパロディ（「対戦相手は化け物か！」等）から取られている。なお、編集できるのは連鎖ボイスのみである。勝利ボイスはランダムで2種類の内から再生され、敗北とダメージのボイスは無い。ただし、ゲームオーバーのボイスはある。
また、一人用モードでもプレイヤーキャタクターを選択することが出来る。これによって漫才デモの数が大幅に増えているだけでなく、一部では同じ相手との組み合わせでも複数のデモが用意されている。最多はセイラ対アムロの7種類。ただしこのうち6種類がある一場面のパロディである。
キャラクターゲームであることに重点を置き、コレクション性を出しているのが特徴である。後に『ぷよぷよ』シリーズ本編においても、『ぷよぷよフィーバー2』ではアイテムや本などコレクション性が高まり、『ぷよぷよ! Puyopuyo 15th anniversary』では登場人物全員分のシナリオとエンディングが用意されている。
基本的なルールは『ぷよぷよ通』に準拠しており、太陽ぷよやフィーバーモードなど、後のぷよぷよシリーズの追加要素に相当するものは存在しない。ただし、左から3列目の最上段にぷよぷよフィーバー以降に登場した×印がついている。登場人物全員に専用の音楽が用意され、ピンチになっても音楽は変わらないが、画面中央で登場人物が連鎖に合わせてアクションを取り、ピンチになると登場人物の表情やポーズが3段階で変わる。また、例えば、まず2連鎖すると、次は3連鎖目のボイスから始まるなど、連鎖ボイスを連鎖数に関わらず、ハロを消すたびに順番に再生されるようにすることも可能である。また7連鎖目の次は1連鎖目のボイスに戻る。
予告ぷよに相当するアイコンも、ぷよぷよ通と同じ個数を表すアイコンとなっており、小ぷよ・中ぷよ・岩ぷよ・キノコぷよ・星ぷよ・王冠ぷよに相当するアイコンがある。

### ゲームモード
ひとりではろぷよ
9名の中から1名を選び、残りの8名と対戦する。全員に勝利すると連鎖ボイスを5つ入手できる。漫才デモが入手できるのもこのモード。
ふたりではろぷよ
通信ケーブルを用いて2人で対戦する。
とことんはろぷよ
対戦相手がおらず、1人でひたすらハロを消すモード。ただし、コンピューターが攻撃を行い、サイコハロを降らせてくる場合がある。
オプション
相殺の有無、ハロの色数（1~5）、連鎖縛り（1~5）を設定できる。サウンドテスト、ボイスカスタム、漫才デモの閲覧も行える。

### 登場人物
括弧内の数字は漫才デモの数。全キャラに共通して「未知との遭遇」、「未知との戦い」のタイトルの2つのデモがある。全員に対戦BGMが存在するが、このうち原作アニメの楽曲を使用しているものは明記する。
アムロ・レイ（18、声優：古谷徹）
主役としての意識が強過ぎてすぐいじける。そもそも、本作品には全員分のシナリオが用意されているので明確な主役は居ない。対戦BGMは『長い眠り』。
ブライト・ノア（12、声優：鈴置洋孝）
常に椅子に座っていて、アムロに対しては何かと鉄拳が飛ぶ。対戦BGMは『翔べ! ガンダム』。
セイラ・マス（17、声優：井上瑤）
短気ですぐにビンタを放つ性格。連鎖アクションもこの通り。ただし、井上は既に逝去していたので生前にゲーム用に収録した声を使っているらしく、「この、軟弱者」の声が収録されていない。兄の奇行に涙するといった面もある。
シャア・アズナブル（14、声優：池田秀一）
赤、角、3倍に執着し、周りからはその服装と合わせて変態扱いされるなど、同じくガンダムエース連載のパロディ漫画機動戦士ガンダムさんに登場するシャアに近い性格。対戦BGMは『シャアが来る』。
スレッガー・ロウ（11、声優：玄田哲章）
原作と違い、本作品では外見通りの軟派な性格。声優はバンダイのゲームでは珍しくテレビ版に準拠。対戦BGMは『哀戦士』。
ララァ・スン（13、声優：潘恵子）
訳の分からないことを口にする電波女。何故か宙に浮かんでいる。予知能力を持っているらしいが、対策を取ることが出来ないので無意味。対戦BGMは『永遠にアムロ』。
ランバ・ラル（13、声優：広瀬正志）
セイラのわがままに悩まされ、愛機のグフはアムロからドム以下と呼ばれる苦労人。
マ・クベ（10、声優：田中正彦）
常に北宋の壺を磨いたり叩いたりしている、というより壺のことしか頭に無い。映画の出番が少ないことを気にしている。声優は劇場版に準拠。
ギレン・ザビ（10、声優：銀河万丈）
隠しキャラ。ひとりではろぷよの8人目に登場し、勝利すると選択可能。対戦BGMは『颯爽たるシャア』。
ツボ（デモ、声優共に無し）
隠しキャラ。マ・クベの北宋の壺が擬人化。金色に輝いたり花が咲いたり爆発したりする未知の存在。ひとりではろぷよでノーコンティニューで8人に勝ち抜くと勝負でき、勝利すると選択可能。連鎖するとボイスではなく「チーン」や「ドカーン」といった効果音が再生される。ボイスカスタムは出来ず、ひとりではろぷよでの使用も不可能。

## 機動劇団はろ一座 ガンダム麻雀DS 親父にもアガられたことないのに!
『機動劇団はろ一座 ガンダム麻雀DS 親父にもアガられたことないのに!』（きどうげきだんハロいちざ ガンダムまーじゃんディーエス おやじにもアガられたことないのに）は、2005年12月29日にバンダイから発売されたニンテンドーDS用麻雀ゲーム。本作品は『ハロのぷよぷよ』の発売前に発表された。
本作品のウリは対局中に頻繁に登場人物が原作アニメを基にしたパロディ台詞（そもそも副題自体が原作アニメのパロディである）を発し、そしてそれが原作で演じた声優によるフルボイスとなっていることである。各人にはそれぞれ2つずつ「至言ワザ」が用意されている。対局中に徐々にゲージが溜まっていき、満タンになると使用できる。この至言ワザの台詞も原作アニメの台詞のパロディとなっている。すでに担当声優が死去していたため彼女の台詞を新収録することが不可能だったためか、前作でメインキャラクターだったセイラの扱いが小さくなっている。
対局の際にはモビルスーツのフィギュアを賭ける。フィギュア毎に特殊能力があり、賭けることで発揮する。シャア専用ザクのように、特定の雀士でないと効果を発揮しない物もあるが、原作の関係上、専用フィギュアはジオン機のフィギュアにしか存在しない。フィギュアは一年戦争期からデラーズ紛争期までの全部で180種類あり、これを揃えるのも楽しみの一つであり、通信による交換も行える。もう一つのコレクション要素として、特定の雀士の組み合わせでロンを行うと発見できる、めぐりあい劇場という漫才デモがある。全部で40種類あるが、『ハロのぷよぷよ』からネタを流用したものが多い。ちなみに、全てのめぐりあい劇場を発見するとサウンドテストを行えるようになる。

### ストーリー
麻雀世紀0079年、宇宙都市サイド3はジオン公国を名乗り、得意の麻雀で戦争を挑んできた。一ヶ月あまりの戦いで総人口の半数が麻雀漬けになり、人々は自らの行為に恐怖した……。

### ゲームモード
シナリオ対局
アムロをプレイヤーキャラクターとして全12話の麻雀勝負を行う。1位になれば次の話へ進める。フィギュア毎に獲得する条件が存在するので、フリー対局でフィギュアの補充が必要になる場合もある。
1. ガンダム大地に立直!!
2. 敵のハダカ単機を叩け!
3. ハコ割れ脱出せよ
4. 飛べ!上家
5. 親っかぶりの脅威
6. 牌・戦士
7. ガンパイ潜入!
8. ヤクマンに散る!
9. 宿命の危険牌
10. 恐怖!清一ドラ・サン
11. 光るドラ
12. めくりあい宇宙

フリー対局
キャラとステージを自由に選択して対局する。ただし、シナリオ対局で対局している必要がある。主にフィギュアの入手に用いる。
コレクション
集めたフィギュア・シナリオ・めぐりあい劇場の閲覧を行う。
プレイヤーデータ
ゲーム成績や至言ワザの使用・発動・失敗回数などを確認できる。
オプション
BGM・音声・至言ワザの有無などのゲームの設定の変更を行う。
麻雀ガイド
麻雀の基本的なルール、アガリ役、至言ワザの説明を見る。
通信交換
フィギュアの交換を行う。
通信対局
最大4人で対局を行う。

### 登場人物
アムロ・レイ（声優：古谷徹）

カイ・シデン（声優：古川登志夫）

ブライト・ノア（声優：鈴置洋孝）

スレッガー・ロウ（声優：玄田哲章）

シャア・アズナブル（声優：池田秀一）
シャア専用ザクは3倍のスピードでワザゲージが溜まり、シャア専用ズゴックは西の牌（シャアと読む）を捨てるとワザゲージが上昇する。
ララァ・スン（声優：潘恵子）

ランバ・ラル（声優：広瀬正志）
活躍の場が少なかったという理由で、原作を無視して勝負を挑んでくる。
マ・クベ（声優：田中正彦）

ガルマ・ザビ（声優：森功至）
ザビ家の末弟。目が描かれたドップにまたがっているその姿は、木馬にまたがった子供のよう（おまる型の便器にまたがった子供のようにも見える）。
ドズル・ザビ（声優：郷里大輔）
ザビ家の次男。いまいち目立たないのが悩み。スレッガー同様、声優はテレビ版に準拠。
キシリア・ザビ（声優：小山茉美）
ザビ家の長女。アムロにはオバサン呼ばわりされているが、年齢は24歳。
ギレン・ザビ（声優：銀河万丈）

連邦ごちゃまぜ（声優無し）
隠しキャラ。シナリオ対局を全話クリアすると登場。ボイスとめぐりあい劇場は無い。メンバーはセイラ・マス、テム・レイ、ミライ・ヤシマ、ハヤト・コバヤシ、レビル将軍、ミハル・ラトキエ、タムラ料理長、ビンタをしているセイラ、マチルダ・アジャン。
ジオンごちゃまぜ（声優無し）
隠しキャラ。シナリオ対局を全話クリアすると登場。ボイスとめぐりあい劇場は無い。メンバーはウラガン、イセリナ・エッシェンバッハ、ジーン、デキン・ザビ、ドレン、コンスコン、黒い三連星、ガデム、クラウレ・ハモン。
フラウ・ボゥ（声優：鵜飼るみ子）
雀士としてではなく、ガイド役として登場。連邦軍の制服の他に、白衣に眼鏡、タキシードに赤い蝶ネクタイという服装もしている。

### 使用楽曲
- 悲愴、そして決然と
- 長い眠り
- 窮地にたつガンダム
- ガンダム大地に立つ
- シャアが来る
- 翔べ! ガンダム
- 砂の十字架
- 風にひとりで
- 哀戦士
- ビギニング
- めぐりあい

ほか

## 機動劇団はろ一座 ガンダム麻雀+Ζ さらにデキるようになったな!
『機動劇団はろ一座 ガンダム麻雀+Ζ さらにデキるようになったな!』（きどうげきだんハロいちざ ガンダムまーじゃんプラスゼータ さらにデキるようになったな）は、バンダイナムコゲームスより2007年9月6日発売のニンテンドーDS用の麻雀ゲーム。「+Ζ」というタイトルの通り、新たに『機動戦士Ζガンダム』の登場人物とモビルスーツのフィギュアが追加されており、今回からニンテンドーWi-Fiコネクションによるネットワーク対局にも対応する。なおシナリオ対局は、全19名×4話、計76話を収録。

### 機動戦士Ζガンダムからの登場人物
カミーユ・ビダン（声優：飛田展男）
原作同様、キレやすい性格である。
クワトロ・バジーナ（声優：池田秀一）
シナリオモードではカミーユ以外の登場人物からも時々修正を受けている。フリー対戦では同一人物であるシャアと同じ卓を囲むことが可能。
エマ・シーン（声優：岡本麻弥）

ジェリド・メサ（声優：井上和彦）

フォウ・ムラサメ（声優：ゆかな）
ゲームでは雀士ではなく、ガイド役として登場。
ヤザン・ゲーブル（声優：大塚芳忠）
原作同様、野獣のような性格で特にエマからは煙たがられており、常に上半身はへそを露出している。ちなみに「たるんでるぞー!!」が口癖。
パプテマス・シロッコ（声優：島田敏）

ハマーン・カーン（声優：榊原良子）
ツンデレな性格で、シャア（クワトロ）からは「はにゃ～ん」と呼ばれている。

### 使用楽曲
- ひとときの安らぎ
- 長い眠り
- 窮地にたつガンダム
- ガンダム大地に立つ
- シャアが来る
- 翔べ! ガンダム
- 砂の十字架
- 風にひとりで
- めぐりあい
- 艦隊戦
- 脱出
- プレリュード
- Ζ-ガンダム（1）
- Ζ-ガンダム（2）
- 重力の井戸へ
- ジオンの亡霊
- 銀色ドレス

ほか